# MMP (противотанковый ракетный комплекс)
MMP (Missile moyenne portée — «ракета средней дальности») — французский противотанковый ракетный комплекс пятого поколения. MMP создан для замены Milan и Javelin.

## История
В связи с моральным устареванием ПТРК «Милан», французские военные с 2009 года начали поиск новых ракет. Вместо Milan ER были приобретены американские комплексы Javelin. В ответ MBDA начала разработку аналога с 2011 года.
Параллельно разрабатывается авиационная версия MLP для замены Hellfire на ударных вертолётах «Тайгер».
2 февраля 2015 года проведено первое испытание MMP, ракета уничтожила движущуюся цель в более чем четырёх километрах от пусковой установки.

## Описание
ПТРК оснащён комбинированной системой наведения, в которую входит тепловизионная, телевизионная головки самонаведения, инерциальная система навигации, также наведение по оптоволоконному кабелю.
Навигационная и инерциальная измерительная система производится Sagem Défense Sécurité, она сочетает в себе неохлаждаемый инфракрасный датчик и телевизионную камеру. Волоконно-оптическая связь (пр-ва Nexans) позволяет транслировать изображение в пусковую установку и управлять ракетой. Траектория полёта может быть как и прямой, так и баллистической, для поражения танков в крышу башни.
Ракета имеет двойную систему пуска для обеспечения безопасности стрельбы из закрытых пространств. Крейсерская скорость полёта 160 м/с. Максимальная дальность полета 4,1 км.

## Операторы
- Франция: 12 ПУ с 50 ракетами к ним на 2017 год из запланированных в 2013 году 400 комплексов и 2850 ракет[1].
- Украина: неизвестное количество ракет, по состоянию на 2023 год[4].